# Kanton Saint-Amant-Roche-Savine
Der Kanton Saint-Amant-Roche-Savine war von 1790 bis 2015 ein Wahlkreis im Arrondissement Ambert im Département Puy-de-Dôme in der Region Auvergne-Rhône-Alpes in Frankreich.

## Geschichte
Der Kanton wurde am 4. März 1790 im Zuge der Einrichtung der Départements als Teil des damaligen Distrikts Ambert gegründet. Mit der Gründung der Arrondissements am 17. Februar 1800 wurde der Kanton als Teil des damaligen Arrondissements Ambert neu zugeschnitten. Vom 10. September 1926 bis zum 1. Juni 1942 war der Kanton Teil des Arrondissements Thiers.
Siehe auch: Geschichte des Départements Puy-de-Dôme und Geschichte Arrondissement Ambert
Der Kanton grenzte im Norden an den Kanton Olliergues, im Osten und Südosten an den Kanton Ambert, im Südwesten an den Kanton Saint-Germain-l’Herm und im Nordwesten an den Kanton Cunlhat.

## Gemeinden
Der Kanton bestand aus fünf Gemeinden:
| Gemeinde                 | Einwohner Jahr | Fläche km² | Bevölkerungsdichte | Code INSEE | Postleitzahl |
| ------------------------ | -------------- | ---------- | ------------------ | ---------- | ------------ |
| Bertignat                | 467 (2013)     | –          | – Einw./km²        | 63037      | 63480        |
| Grandval                 | 111 (2013)     | –          | – Einw./km²        | 63174      | 63890        |
| Le Monestier             | 205 (2013)     | –          | – Einw./km²        | 63230      | 63890        |
| Saint-Amant-Roche-Savine | 528 (2013)     | –          | – Einw./km²        | 63314      | 63890        |
| Saint-Éloy-la-Glacière   | 61 (2013)      | –          | – Einw./km²        | 63337      | 63890        |